# Konipas (hrad)
Konipas, původně snad Hořepník, je zaniklý hrad ve vsi Březina, která je části obce Hořepník. Dosud patrné hradiště je nad strání nad potokem Trnava. Na hradišti stojí dva špýchary postavené z kamenného zdiva, pocházejícího z původního hradu. Z něj se částečně dochovaly jen terénní relikty opevnění. Pozůstatky hradu jsou chráněny jako kulturní památka.

## Historie
Hrad byl sídlem pánů z Hořepníku. V roce 1252 se připomíná Bedřich z Hořepníka. K hradu příslušela půlka Hořepníka a vsi Přáslavice, Lesná, Březina, Kyjov, Opatovice a Smolín. V roce 1334 byl majitelem hořepnického panství s Konipasem Oldřich III. z Hradce. Jeho syn Oldřich v roce 1361 prodal panství s Konipasem Jeníkovi z Mezimostí, jehož potomci se začali psát Konipasové z Konipasu. Během první poloviny 15. století se na hradu vystřídalo několik majitelů a roku 1457 byl uveden jako pustý.

## Stavební podoba
Hrad byl postaven na terénní vlně nad říčkou Trnavou. Měl čtverhranný půdorys, přičemž čelní nároží byla silně zaoblená. Od okolního terénu hrad na severozápadní a severovýchodní straně odděluje příkop, před nímž býval masivní val, který se však dochoval jen podél části severovýchodní strany. Na ploše hradu stojí dvě sýpky. U menší sýpky se nachází valeně zaklenutý sklep, který je pravděpodobně novověkého původu. Jedinou stopou po hradních budovách jsou nejasné terénní náznaky stavby v severozápadním nároží.